# Kevin Keegan
Kevin Keegan (* 14. února 1951 Armthorpe, Anglie) je anglický fotbalový trenér a bývalý fotbalový útočník. Pelé ho roku 2004 zařadil mezi 125 nejlepších žijících fotbalistů.

## Kariéra
V dresu Liverpool FC vyhrál dvakrát Pohár UEFA (1973 a 1976) a jednou Pohár mistrů evropských zemí. Poté přestoupil do Německa do klubu Hamburger SV, se kterým získal roku 1979 titul německého mistra. Na úspěchu se podílel 17 trefami do sítě soupeřů. V letech 1978 a 1979 získal dvakrát po sobě trofej pro nejlepšího evropského fotbalistu Zlatý míč. Po ukončení aktivní kariéry trénoval anglický národní tým a kluby Manchester City FC a Newcastle United FC. Pokusil se také prosadit v show-businessu, když v 70. letech nazpíval několik popových skladeb. například „Head over Heels in Love“ se skupinou Smokie.